# Jagdschloss Hasselburg

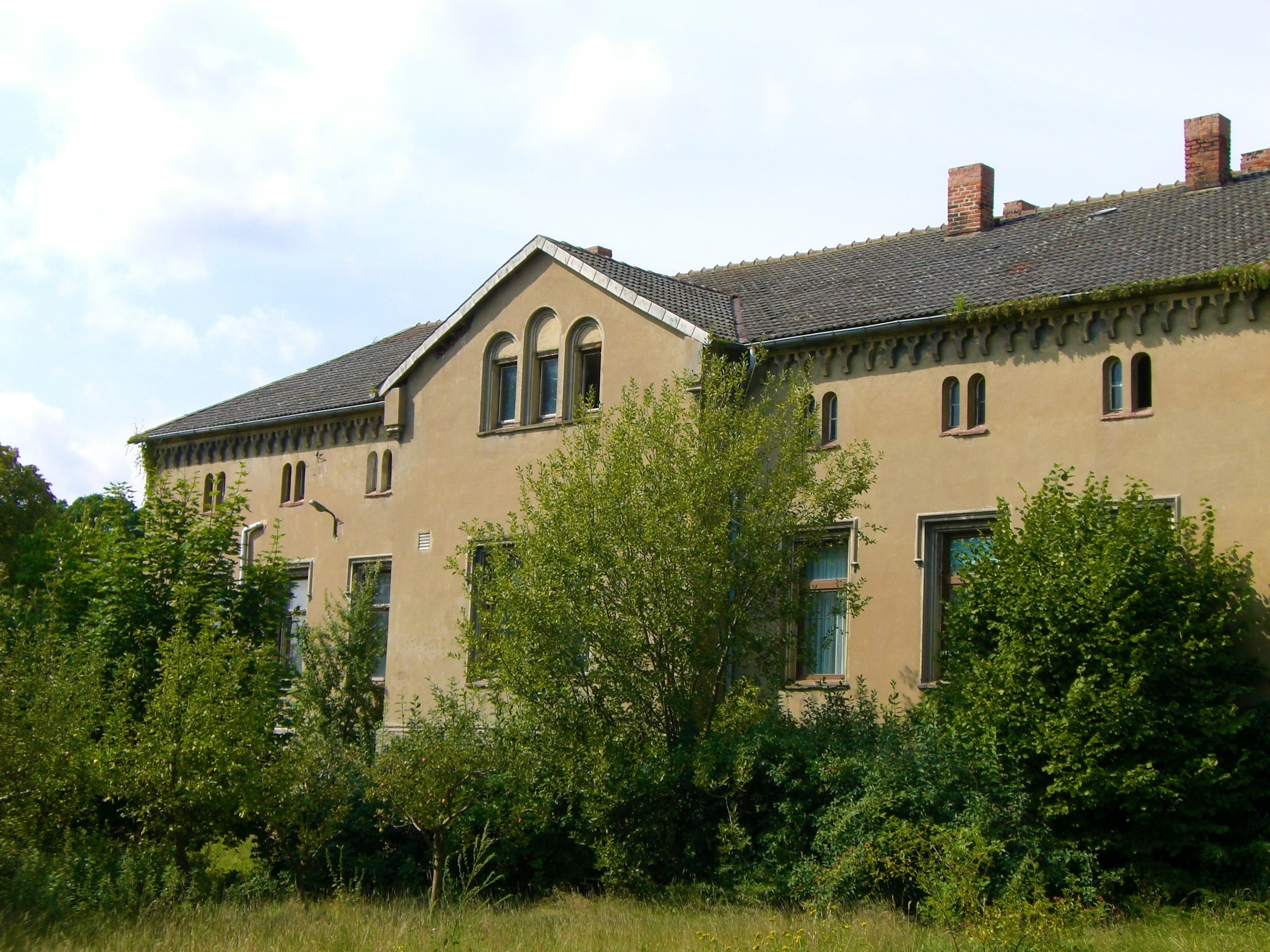
Gut Hasselburg

Das Jagdschloss Hasselburg ist ein Gutshof im Flechtingener Ortsteil Hasselburg.

## Geschichte

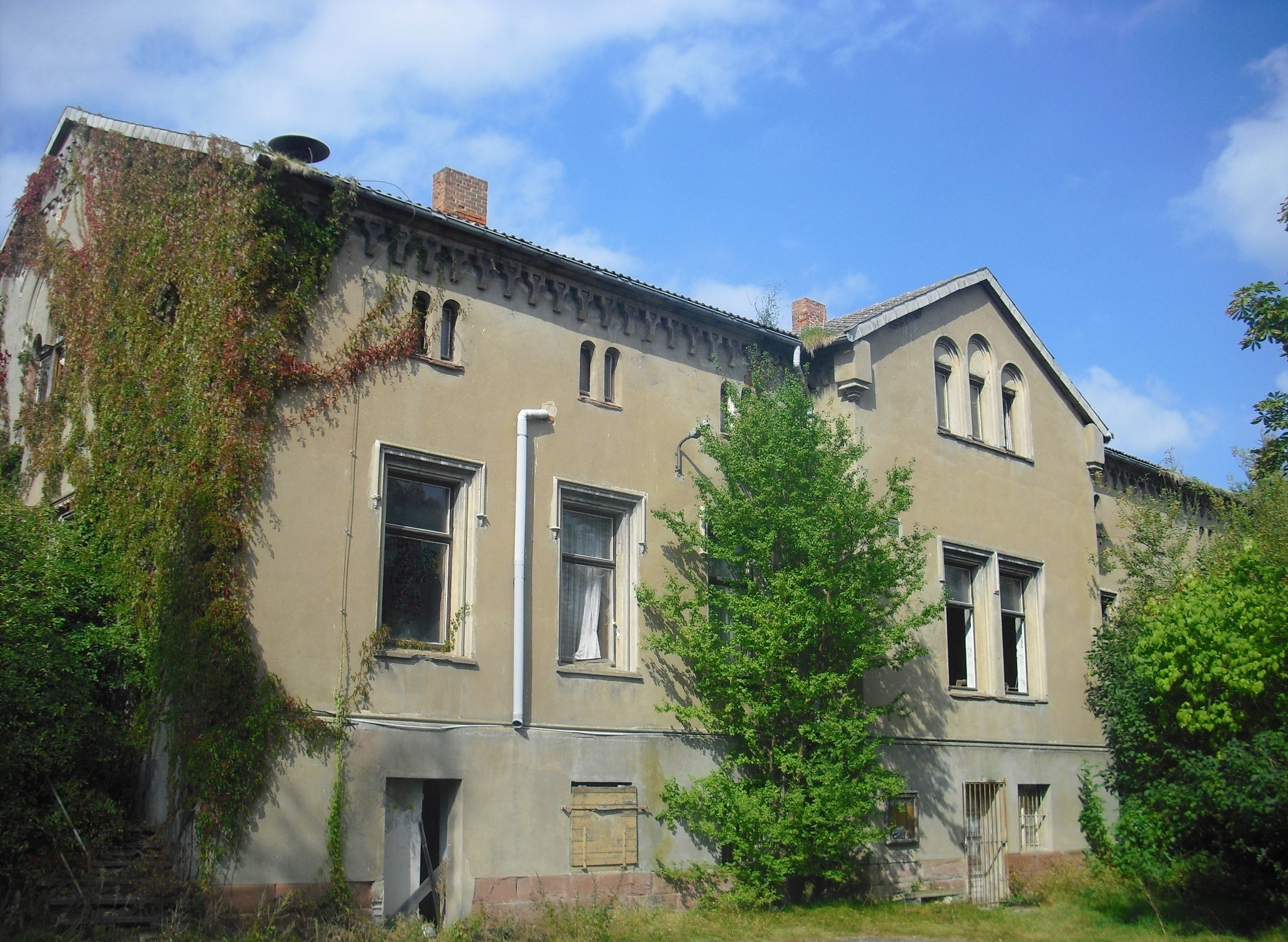
Gut Hasselburg

Beim Jagdschloss Hasselburg handelt es sich um einen Gutshof, der seinen Namen dadurch erhielt, dass er im 19. Jahrhundert für Jagdgesellschaften genutzt wurde. Das Dorf rund um das Gut war seit seiner Gründung im 14. Jahrhundert im Besitz der Markgrafen von Brandenburg. Diese verpfändeten das Gut schließlich dem Erzbischof von Magdeburg. 1680 wurde das Gebäude im Zuge der Säkularisation an den Herzog von Magdeburg übertragen und später an die Familie Schenk von Flechtingen. Diese verkauften das einfache Landgut an die Freiherren von Spiegel, die 1870 ein repräsentatives Gutshaus errichten ließen. Von 1854 bis 1880 nutzten es die Grafen von Alvensleben als Gutsherren. Anschließend fiel es 1880 zurück an die Familie von Spiegel. Nach dem Tod von Werner Friedrich Julius Stephan von Spiegel überschrieb die Ehefrau das Gut an die Familie Davier. Bis zur Enteignung 1945 war es im Familienbesitz und wurde meist als Wohnhaus für den Gutsverwalter und 1945 kurzzeitig als sowjetische Kommandantur genutzt.
Die weitere Nutzung wurde durch eine Aufteilung des Gutes geprägt. Die Ländereien wurden zur Bewirtschaftung an Bauern verteilt. Das Gutshaus wurde in folge verschiedentlich durch die Gemeinde als Wohnhaus für Kriegsflüchtlinge, Bibliothek, Arztsprechzimmer, Gaststätte, Gemeindebüro sowie Verkaufsstelle für Konsumgüter und Gärtnerei genutzt. Nach der Wende fand sich zunächst kein Käufer für das Anwesen, sodass das Gutshaus einige Zeit leer stand.
Seit 2018 sind das Gut und der angrenzende Park wieder in Privatbesitz.